# Ar 232 (航空機)
アラド Ar 232
Ar 232B-0
- 用途：輸送機
- 製造者：アラド
- 運用者：ドイツ空軍、イギリス空軍
- 初飛行：1941年6月
- 生産数：20機
- 運用開始：1943年

アラド Ar 232 タオゼントフュースラー（Arado Ar 232 Tausendfüssler）は第二次世界大戦時のドイツの輸送機。「タオゼントフュースラー」とはドイツ語でムカデやヤスデなどの多足類の意。

## 概要
Ar 232は、第二次世界大戦中にドイツのアラド社で開発され、少数が生産された近代的な輸送機である。この機体の設計には翼下に張り出した箱状の高翼機で、後部ローディングランプ、荷物の積み下ろしに便利なように高い位置にある尾翼、胴体底部に小さな車輪（「タオゼントフュースラー」の愛称はこの形状から来ている）を多数持つことによって脚を引き込んだまま不整地に着地できる仕組みを持つなど、現在では近代的な輸送機には標準と考えられる特徴のほぼ全てを取り入れていた。ドイツ空軍は時代遅れとなったユンカース Ju52輸送機の更新に興味を持っていたが、当時は機種の数が多すぎ大量のAr 232の購入には至らなかった。

## 設計
Ar 232の設計は1939年末のドイツ航空省によるユンカース Ju52輸送機の代替機を求める公募により始まった。アラド社とヘンシェル社の両社は1,193 kW (1,600 hp) を発生するBMW 801A/B 星型エンジン2基を備えた胴体後部から積み下ろしを行う機体を要求された。このエンジンは試作機用のみのもので、量産機には使用されなかった。計画の検討の結果、アラド社の設計がヘンシェル社を破り、1940年に3機の試作機が発注された。
Ar 232の設計を指揮したヴィルヘルム・ファン・ネス（Wilhelm van Nes）は、操縦席の直ぐ背後の長さ6.6 m (21 ft 7¾ in)、幅2.3 m (7 ft 6½ in) 、高さ2.0 m (6 ft 6¾ in)の大きさの荷室から取り掛かかった。当時は胴体側面に貨物扉を設置するのが典型的な設計であったが、Ar 232は地面から直接荷物の積み下ろしができるように荷室の後ろに油圧作動のクラムシェル形ドアを備えていた。トラックがランプの直ぐ近くまで乗り付けられるように貨物ドアの後ろを空けるために、尾翼は高い位置にある長いブームの後端にあった。この設計によりAr 232は他の設計の機体よりも素早く荷物の積み下ろしができた。
短距離離着陸性能のためにAr 232は主翼後縁全幅に渡るアラド社独自の「トラベリング・フラップ」を備えていた。重量16,000 kg (35,270 lb)の時でさえAr 232は 200 m (656 ft)以内の距離で離陸でき、この距離は離陸補助ロケット（RATO）を使用することで更に短縮できた。着陸にはパラシュートや逆噴射のRATOで着陸距離を短縮できた。
Ar 232の最も注目すべき特徴は降着装置であった。整地された滑走路からの通常の運用では前輪式降着装置を使用したが、ストラットは「縮める」ことができ、着陸後に胴体をより地面に近付けることでローディングランプの角度を緩やかにできた。補助に付けられた片側11個の小車輪は「縮んだ」状態での補助となり、軟濘地や荒れた飛行場への着陸に役立った。Ar 232はこの小車輪のみで低速のタキシングが出来るように考えられていたので、溝（幅1.5m(5ft)まで）などの小さな障害物を乗り越えることができた。並んだ小車輪の外観から「ヤスデ」の綽名が付けられた。飛行状態では主脚はエンジンナセル内に完全に引き込まれたが、補助の小車輪は剥き出しのままで首脚は半分だけ引き込まれた。
通常の運用は4名の搭乗員で行われたが、1つの仕事に専任できるのはパイロットだけであった。航法士は機首の13 mm MG 131 機関銃を、通信士は天井の回転銃座の20 mm MG 151 機関砲を、ロードマスターは貨物室最後尾の貨物ドアの上にある13 mm MG 131 機関銃を操作した。

## 開発
試作機が完成する前の1941年にフォッケウルフ Fw190の開発計画がBMW 801A/Bの使用に移行し、エンジンの換装設計が完了した。BMW 801エンジンの生産はこの新たな需要に対して十分な供給ができず、Ar 232は別のエンジンを使用せざるを得なかった。最終的にユンカース Ju352に使用されていたBMW製のブラモ 323 エンジンが既に量産に入っており、Ar 232が実際に就役中のJu 52/3mの代替になった場合の要求に合致することからBMW 801の代わりに選定された。試作機の作業は進みすぎておりここでエンジン換装を実施すると計画に重大な遅延を招くことから、最初の2機は「Ar 232A」として3機目と新たに発注する4機目を「Ar 232B」として完成させることになった。試作機(と全ての量産機)は要求性能を達成するために4基のエンジン（航空省の仕様では2基とされていた）を使用した。
最初の2機の試作機のGH+GNとVD+YAは1941年初めに試験が開始された。初飛行では首車輪が破損したが補助の小車輪のお陰で機体の破損は免れた。更に10機の前量産型が製造され、量産型を待つ間に「Ar 232A-0」として運用された。Ar 232は如何なる面でもJu 52/3mより優っており、約2倍の荷物を搭載してより長い距離を飛行でき、短い滑走路や必要があれば不整地からでも運用可能で、巡航速度は約70 km/h（44 mph）も優速であった。
Ar 232Bの開発も同時に進められた。895 kW（1,200 hp）のブラモ 323を4基装備し出力が2,386 kW（3,200 hp）から 3,580 kW（4,800 hp）へ向上したことによりA型のエンジン故障時における余裕出力の不足が解消された。この変更により主翼が幾分延長され翼幅は左右合計でちょうど3 m (9 ft 10 in)延ばされた。エンジン重量の増加で重心位置も前方へ移動したので貨物室を後方へ1 m延ばすことで対処した。
V3とV4の2機の試作機が発注され、V3は1942年5月に初飛行を行った。更に10機が「Ar 232B-0」として発注されたが、ドイツ空軍は輸送機生産の優先度を酷く下げたのでこれがこの機種に対する最後の発注となった。生産された機体の多くはアラド社により自社の工場間で航空機部品を運ぶために使用され、前線で使用されることは無かった。
アルミニウムの不足に対処してAr 232には外翼部と動翼を木製に換えた型も計画された。元々は「Ar 232C」という名称で知られるこの設計は遅々として進まず、後に「Ar 432」と改称された。この型は最終的に1944年10月に生産が始まったが終戦までに1機の試作機も完成しなかった。60 m (196 ft 10 in)という翼幅が約2倍で更に2基のエンジンを追加した「Ar 532」と「Ar 632」というより大型の2つの型も計画された。
B-0の内2機が戦争末期にイギリス軍に鹵獲された。エリック・ブラウンがテスト飛行を行い優れた機体であると評価した後、イギリス空軍はこれらの機体を戦後イギリス-ドイツ間で補給物資を輸送するのに運用した。

## スペック
（B-0）
- 全幅: 33.50 m
- 全長: 23.52 m
- 全高: 5.69 m
- 機体重量: 12,780 kg
- エンジン: BMWブラモ323R-2　1200 hp×4
- 最大速度: 307 km/h
- 航続距離: 1,300 km
- 武装
  - 13mm MG 131 機関銃 × 2~3（機首および機体後部）
  - 20mm MG 151 機関砲 × 1（EDL 151背面銃座）
  - 7.92mm MG34機関銃 × 8（歩兵輸送時に機体側面窓）
- 乗員: 4名　兵員8名　貨物2,000kg